# Burgred van Mercia
Burgred  was van 852 tot 874 koning van Mercia. Zijn afkomst en de overgang tussen hem en zijn voorganger Beorhtwulf is niet duidelijk, maar hij had een goede band met zijn leenheer Æthelwulf van het koninkrijk Wessex, die hem de hand van zijn dochter Æthelswith toevertrouwde.

## Context
Samen met zijn schoonvader versloegen zij de opstandige koning Cyngen ap Cadell van het koninkrijk Powys in 854. Het jaar erop vertrok Æthelwulf op pelgrimstocht naar Rome en liet de regering over aan zijn zoon Æthelbald. Zijn terugkeer zorgde voor heel wat polemiek, waar Burgred zich niet mee moeide. De rust in het koninkrijk Wessex keerde terug toen Æthelberht, nog een zoon van Æthelwulf, alle delen van het rijk herenigde.
Na de dood van Æthelberht in 865 kreeg Engeland te maken met de inval van het Groot heidens leger. Na de verovering van het koninkrijk Northumbria en het koninkrijk East Anglia door de Vikingen volgde het koninkrijk Mercia in 874. Burgred kocht de invallers af en vertrok met zijn vrouw Æthelswith op pelgrimstocht naar Rome waar hij dat zelfde jaar stierf.
De Vikingen zetten hun eigen stroman aan het hoofd van Mercia, Ceolwulf II.